# Jean Martinon
Jean Martinon, född den 10 januari 1910 i Lyon, Frankrike, död den 1 mars 1976 i Paris, var en fransk kompositör och dirigent.

## Biografi
Martinon påbörjade sin utbildning i sin födelsestad, men fortsatte till Conservatoire de Paris för att studera komposition under Albert Roussel,  dirigering för Charles Munch och Roger Désormière samt harmoni för Vincent d'Indy och violinspel under Jules Boucherit. 
Under andra världskriget tjänstgjorde han i den franska men togs till fånga 1940, och komponerade då verk som Chant des captifs medan han satt inspärrade. Bland hans andra kompositioner finns fyra symfonier, fyra konserter, ytterligare körverk och kammarmusik.
Efter kriget blev Martinon utsedd ledare för Orchestre de la Société des Concerts du Conservatoire i Paris, och 1946 för Bordeaux Philharmonic Orchestra. Andra orkestrar som han förknippades med var Chicago Symphony Orchestra som musikdirektör 1963-1968, samt Düsseldorfer Symphoniker, French National Orchestra, Israel Philharmonic Orchestra, London Philharmonic Orchestra, Radio Éireann Symfoniorkester, Conserts Lamoureux och Het Residentie Orkest i Haag.
Martinons repertoar fokuserade på verk från början av nittonhundratalet av franska och ryska kompositörer. Premiärer av hans fiol- och cellokonserter framfördes av Henryk Szeryng respektive Pierre Fournier.
Han var en nationell beskyddare av Delta Omicron, ett internationellt professionellt musikbrödraskap.
Martinon fick diagnosen skelettcancer, inte långt efter att han gästdirigerade San Francisco Symphony Orchestra i deras första kompletta föreställningar av Deryck Cookes orkestrering av Gustav Mahlers tionde symfoni.